# Бравадос
«Бравадос» (англ. The Bravados) — полнометражный фильм 1958 года, классический американский вестерн режиссёра Генри Кинга с Грегори Пеком и Джоан Коллинз в главных ролях. В фильме также снимались Стивен Бойд, Генри Силва, Альберт Салми, Качлин Галлант, Барри Коу, Джордж Восковец, Ли Ван Клиф и Ген Эванс. Этот фильм является экранизацией произведения Фрэнка О’Рурка. Премьерный показ фильма состоялся 1 августа 1958 года в Западной Германии.

## Сюжет
Действие фильма происходит на диком американском Западе. Континент ещё слабо освоен и среди его жителей царят дикие нравы. У главного героя фильма Джима Дугласа произошла серьёзная трагедия — четверо бандитов убили его жену. Он хочет отомстить им и узнаёт, что в соседнем городе их поймали, держат в тюрьме и хотят казнить. Джим спешит туда, чтобы присутствовать при этом.
Но каким-то образом бандитам удаётся избежать казни и убежать из тюрьмы. Горожане в панике и просят храброго Джима Дугласа помочь им и снова захватить преступников. Джим уже не верит полиции, он полон желания мести и хочет самостоятельно уничтожить злодеев, осуществив таким образом справедливое по его мнению правосудие.

## В ролях
- Грегори Пек — Джим Дугласс
- Джоан Коллинз — Джозефа Велардес
- Стивен Бойд — Билл Зачери
- Альберт Салми — Эд Тейлор
- Генри Сильва — Лухан
- Качлин Галлант — Эмма Стаймметц
- Барри Коу — Том
- Джордж Восковец — Гус Стаймметц
- Герберт Рудли — шериф Санчес
- Ли Ван Клиф — Альфонсо Паралл
- Эндрю Дагган — Падре
- Кен Скотт — Примо, помощник шерифа
- Джин Эванс — дворецкий

В титрах не указаны
- Джо Дерита — мистер Симмс
- Джейсон Уингрин — гостиничный клерк